# La Ina

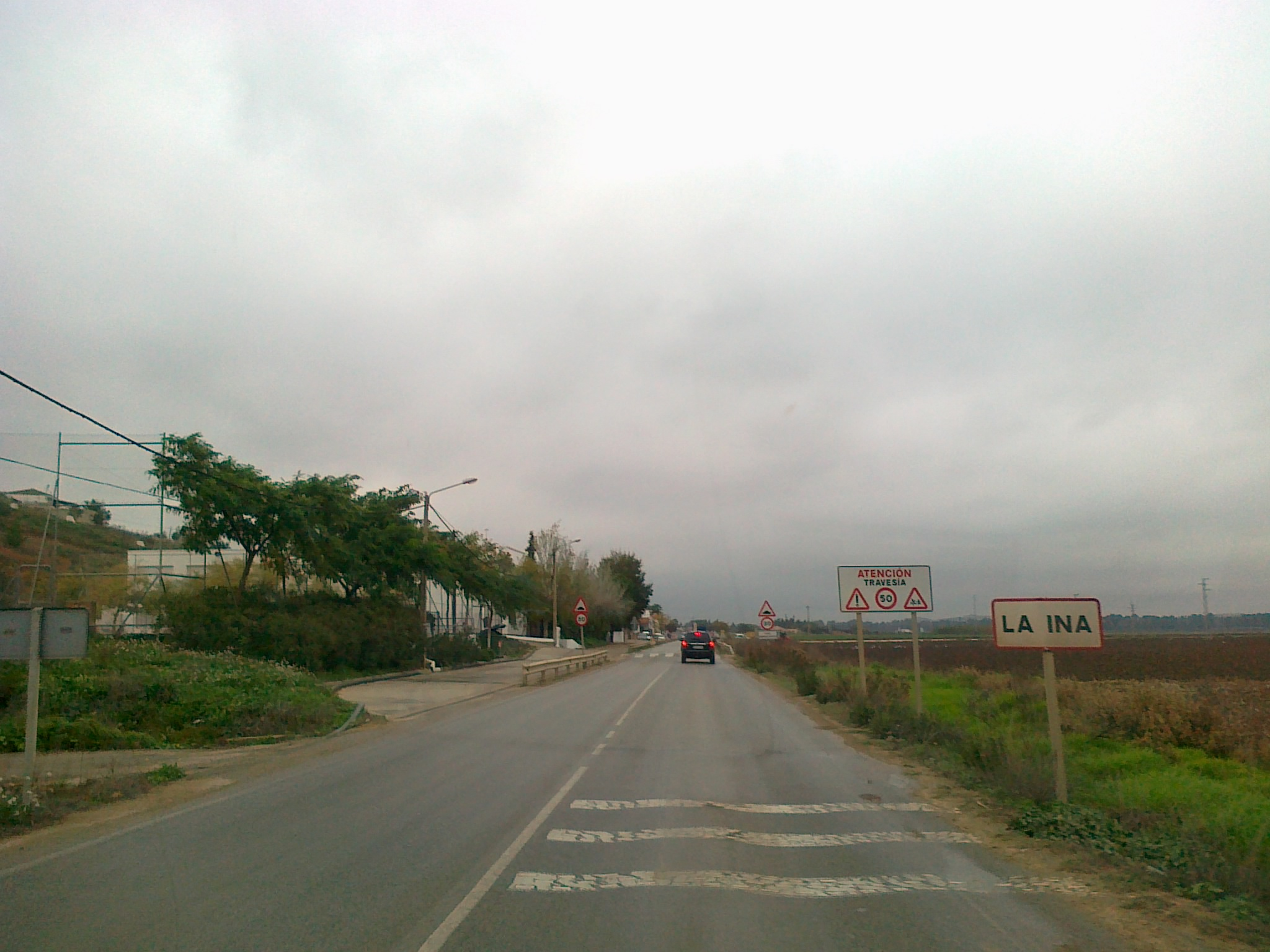
Acceso a la Ina.

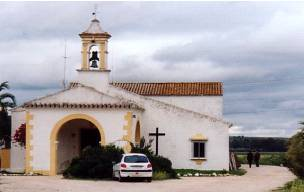
Ermita de La Ina

La Ina es una barriada rural de Jerez de la Frontera.

## Historia
Su origen parece estar la Batalla del Guadalete, siglo XIV
Importante relación de la barriada La Ina con las carreras de galgos.

## Infraestructuras
Entre otros servicios destaca su colegio, el CEIP La Ina, al que actualmente van alumnos desde Jerez y que ha recibido diversos galardones.

## Ermita de La Ina
La Ermita de la Ina es una construcción mudéjar situada en el denominado Llano de la Ina a unos ocho kilómetros de la ciudad de Jerez de la Frontera, Provincia de Cádiz, comunidad autónoma de Andalucía, en España.
La Ermita de la Ina posee sobre todo el gran mérito de ser un notabilísimo ejemplar de la más pura arquitectura mudéjar, con el valor añadido de ser también el templo cristiano más antiguo de todos los que se conservan, no sólo en Jerez, sino en toda la provincia de Cádiz.

### Construcción
La Ermita de la Ina o de la Aína es un sencillo edificio de planta rectangular, techo a dos aguas cubierto de tejas y rematado por una espadaña. Su interior al que se accede a través de un pórtico, consta de tres naves. Formadas éstas por dos pilares, cada uno con cuatro atrevidos arcos de herradura de claro sabor almohade. Su primitivo artesonado de madera, característico de todo templo mudéjar, debió desaparecer hace muchos años, por lo que tras su última reconstrucción, se le dotó de un sólido techo de hormigón en el que se imita algo que recuerda a sus vigas originales. Un bonito y a la vez sencillo retablo compuesto por una hornacina en la que se venera una imagen de Ntra. Señora de la Victoria, es el principal motivo ornamental de la capilla. También nos llama la atención una artística pila para el agua bendita situada a la entrada; preciosa talla en alabastro, posiblemente del siglo XVI.
Con fecha reciente de 22 de octubre de 2010 se inaugura la instalación eléctrica y la iluminación artística de la Ermita, resaltándose aún más si es posible la singular y peculiar belleza de esta bonita, y ahora si, cuidada ermita. Dicha instalación ha sido financiada en su gran mayoría por la Fundación ENDESA ( Fundación de la empresa ENDESA, distribuidora de energía eléctrica en la zona, sobradamente conocida) y llevada a cabo por la empresa jerezana DEYCA, Montajes Eléctricos según Proyecto y bajo la Dirección Técnica del Ingeniero Técnico Industrial D. Cayetano Fernández Aparicio, igualmente jerezano.

### Historia

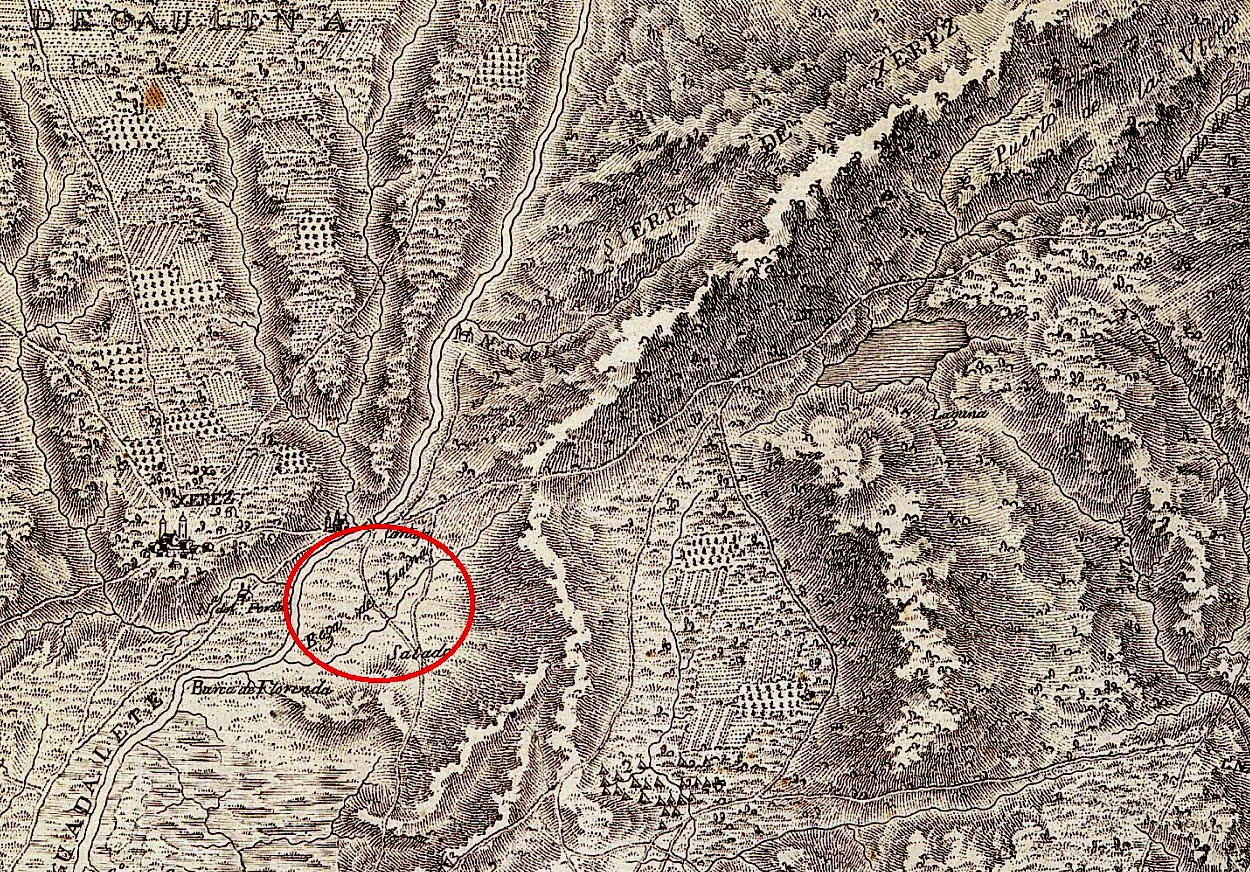
La Ina en el mapa de José Cardano 1809

Un hecho extraordinario acaecido en 1839, causó enormes desperfectos en la capilla y casi estuvo a punto de hacerla desaparecer del mapa. Resulta que un fortísimo tornado elevó con su enorme fuerza toda el agua de una laguna cercana arrojándola contra la Ermita y sus alrededores, arrancando el campanario, destrozando techos, tabiques y puertas, causando gran susto entre los lugareños. A pesar de ello, la ermita fue reconstruida y, según nuestras noticias, hasta el año 1880 se celebró culto en ella, sostenido bien por el Ayuntamiento, bien por los vecinos del lugar. Es a partir del citado año cuando la edificación se dedica a casa de labor y cuadra, quedando durante muchos años en tan lamentable estado de abandono que hizo temer por su desaparición. 
En 1927 siendo alcalde de Jerez D. Federico Ysasi y Dávila, el Estado incoa, al parecer por error, expediente de subasta de la Ermita de Ntra. Señora de la Ina al figurar en su inventario como "bienes enajenables procedentes de la Cartuja", Debido a ello, el Ayuntamiento tiene que iniciar un recurso para demostrar que la misma aparece exenta a perpetuidad como capilla pública, siendo propiedad del Excmo. Ayuntamiento de Jerez, así como seis aranzadas de tierra dedicadas a descansadero y ejido desde tiempo inmemorial. 
Afortunadamente, a mediados de los años sesenta tras décadas de vicisitudes, la Diputación provincial, entonces presidida por D. Álvaro Domecq y Díez, se hizo cargo de su rehabilitación, emprendiéndose las obras necesarias que culminaron con su reapertura al culto. Por si acaso algún lector tiene interés en visitar esta reliquia del arte mudéjar, diremos que, aunque en ella tienen lugar algunos cultos como bodas, primeras comuniones y bautizos, no tiene horario ni día fijo de apertura, por lo que si se desea visitarla, es preciso ponerse de acuerdo, bien con el párroco de la Ina o bien con la familia encargada de su mantenimiento. Merece la pena dar un paseo y acercarse por tan histórico y meritorio lugar. Nos atreveríamos a decir que ningún jerezano puede preciarse de conocer plenamente su ciudad sin haber visitado la Ermita de la Ina.
Con este mismo nombre de La Ina existe en estos pagos un núcleo de población rural compuesto por unos mil habitantes. A este respecto diremos que, el historiador Portillo menciona una población situada entre esta Ermita y el vado de Medina denominada Villa del Infantado. Dice el citado historiador, que dicha aldea existía aún en 1416, sin que se sepa cuando desapareció y por qué causas.

## La Ina y las carreras de galgos
La Ina es un lugar que a lo largo de toda su historia ha estado relacionado con las carreras de galgos. Esto se puede evidenciar a través diferentes hechos:
En el 2011 se celebra el Centenario del Gran Premio La Ina de carreras de galgos en el campo y siguiendo diferentes fuentes de información podemos establecer una relación entre este premio y los diferentes momentos históricos de España.
Este Centenario se planifica por una Comisión Organizadora , presidida por Antonio Romero
Existen diferentes relatos que cuentan las personas mayores de la barriada La Ina que liga a una perra llamada “Aina” el nombre de la Barriada. Partimos de estos relatos para reconstruir la Leyenda de la galga Aina, 
En la cultura de la zona hay una gran afición a las carreras de galgos en el campo. Hay multitud de personas que viven intensamente la preparación y cuidado de los galgos. En una entrevista con Manuel González nos muestra el cuidado y atención hacia los galgos que ha llevado a que en 2002 la campeona de España de galgos fuera la galga “Sole” de la Greduela ( a dos kilómetros de la barriada La Ina).
En todo el entorno existe un vocabulario sobre las carreras de galgos que es utilizado habitualmente por las personas aficionadas que viven en La barriada La Ina .
En este cuadro histórico se puede ver la relación que en el último siglo ha existido entre la carreras de galgos en La Ina y el momento histórico vivido:
1900-1910:
Se crea el coto “La Ina” siendo su presidente don Juan Pedro Domecq y el día de Nochebuena de 2011 se corre el Primer Gran Premio La Ina de Carreras de Galgos.
La Reina Victoria Eugenía en 1910 da su reconocimiento a las carreras de galgos. Participa en el Gran Premio La Ina con un galgo de su propiedad.
España perdió las colonias en América y se necesita una gran regeneración de la instituciones que consiga que se construya una sociedad más justa, donde el caciquismo desapareciera.
Se producen intentos revolucionario como la Semana Trágica de Barcelona entre julio y agosto de 1909.
1910-1920
En 1920 se habían celebrado diferente carreras con problemas de organización: Criterios sobre el procedimiento a seguir para juzgar las carreras, elección de correderos, días de descansos nombramiento de jueces, espacio de tiempo entre carrera y carrera de una misma collera,... poco a poco se van solucionando.
La casa real está plenamente ligada a las carreras de galgos.
1920-1930:
Las carreras de galgos cuentan con gran prestigio en la prensa de la época.
Se produce una periodo lleno de inestabilidad que llega hasta la Dictadura de Primo de Rivera en 1923 con el consentimiento de Alfonso XIII.
1930-1940
En 1930 el Gobierno concede la autoridad para realizar una competición de carácter nacional a una comisión formada, toda ella, por miembros del Club Galguero La Ina. Posteriormente ayudan a crear competiciones provinciales y por último la Federación de Galgos.
En 1931 se convertiría en la Copa de Copa de S.M. El Rey de Galgos en Campo . 
El 14 de abril de 1931 se programa en España la Segunda República después de que los partidos monárquicos perdieran las elecciones municipales del 12 de abril y el Rey perdiera apoyo social, político y militar.
El 18 de julio de 1936 se produce un golpe de Estado que inicia la Guerra Civil que durará hasta el 1 de octubre de 1939.
Durante la Guerra Civil no hubo competiciones.
En 1939 comienza la Dictadura del General Franco
1940-1970
En 1940, 1950 y principio de los 60 se habían retirado las armas a muchas personas por razones políticas y "La red, las perchas, los lazos, las costillas, el carburo, la liria, junto con el hurón, el podenco y el galgo constituían los medios ( de alimentación) con que se contaba fundamentalmente en aquellos años ” (El gran libro de los galgos” de Antonio Romero de. Almuzara).
En el año 1951 Estados Unidos motivado por la Guerra Fría apoya económicamente a España a cambio de una mejora estratégica y militar en Europa. 
1970-1970
En 1970 se extiende la afición de las carreras de galgos una vez superadas los periodos de necesidad más acuciantes.
En 1975 muere Franco y es nombrado jefe del Estado el rey Juan Carlos I. Propicia la transición de una dictadura a la democracia parlamentaria.
1970-1980
En 1980 celebran los campeonatos de España de galgos en Castilla-La Mancha y Madrid. Los campeones de esta década son de Extremadura, Castilla-La Mancha  y Andalucía.
España entra en la Comunidad Económica Europea. Se modernizan las estructuras económicas. 
2000-2011
En la temporada 2001/02 gana “Sole” el Campeonato de España en Barcience(Toledo) . “Sole” pertenece a Lito de La Greduela , aunque se presenta al campeonato como propiedad de Salvador Moreno ya que Lito no tiene las hectáreas que exige la Federación Andaluza para el control de colleras “in sito”.
En 2001 desaparece el Servicio Militar Obligatoria y aparece la Wikipedia en Español.
En 2002 el Euro sustituye a la peseta.
En 2011 se celebra el centenario del Gran Premio La Ina siendo el Presidente de la Comisión encargada de la misma Antonio Romero gran aficionado a los galgos, autor de un libro de referencia en el tema, Fue eurodiputado de Izquierda Unida.

## Recursos
En su territorio se encuentra un aeroclub

### El Mercado en La Ina
Investigando sobre el mercado de La Ina encontramos que hay dos aspectos que debemos mencionar:
¿ Qué se produce? 
La mayoría de la producción en La Ina es agrícola y ganadera. Se producen en el entorno naranjas, pipas, remolachas, algunas plantas ornamentales, algodón y alimentos para vacas. Hay Varias vaquerías para la producción de leche. En algunas fincas se intenta dar respuesta a la demanda del mercado y se producen naranjas ecológicas.
Cerca de la zona existe un Centro de Investigación Agrícola y Ganadera que experimentan el modo de tener producciones ecológicas: Han probado tratar el pulgón con mariquitas y con pulverizaciones de ortigas maceradas obteniendo buenos resultados. Las investigaciones que realizan en el centro relacionadas con la ganadería van dirigidas a la producción de carne. Este centro también es un vivero público para proporcionar a los ayuntamientos de la provincia de Cádiz plantas ornamentales.
Hay varias vaquerías que venden leche a centrales lecheras y vienen diariamente a recogerla con un camión. Existe alguna vaquería que ya no tiene vacas y se dedica a la producción de alimentos para animales que venden a los ganaderos de la zona.
En una zona cercana a La Ina, La Greduela, se venden directamente al consumidor naranjas ecológicas.